# 샤오미
샤오미 테크놀로지 유한회사(중국어: 北京小米科技有限责任公司, 영어: Xiaomi Technology Co. Ltd.)는 중국에 본사를 두고 있는 전자제품 제조 및 판매회사이다. 주로 휴대전화, 모바일 앱, 랩톱 및 관련 가전 제품을 설계, 개발 및 판매한다.

## 개요
2011년 8월에 처음으로 휴대전화를 출시한 샤오미는 중국 내에서 가장 큰 시장점유률을 확보하였고, 스마트 홈 (IoT)등을 비롯한 다양한 가전 제품을 개발해왔다. 이 회사의 CEO이자, 창업자인 레이쥔은 포브스에 따르면, 중국에서 23번째로 가장 큰 부자로 알려졌고, 이후 샤오미는 2014년에 휴대전화 6,000만 개 이상 판매를 돌파하였다.
주로 중국을 비롯한 인도, 말레이시아, 싱가포르에 진출하여 8,000 명이 넘는 직원을 두고 있으며, 인도네시아, 필리핀, 브라질 등 여러 해외 진출 확대를 추진하고있다.
2018년에는 한국에까지 진출했다.
2014년 10월에 IDC의 발표에 따르면 샤오미는 삼성전자와 애플을 이어 세계에서 3번째로 휴대전화 판매 점유률을 기록하였다고 밝혔고, 또한, 중국 시장에서 삼성전자를 제치고 중국 내에서 인기가 가장 높은 휴대전화 업체로 밝혔다.
2014년 7월에 샤오미는 인도 최대의 쇼핑몰 사이트인, flipkart.com을 통해 인도 시장에 진출하였다.

## 역사

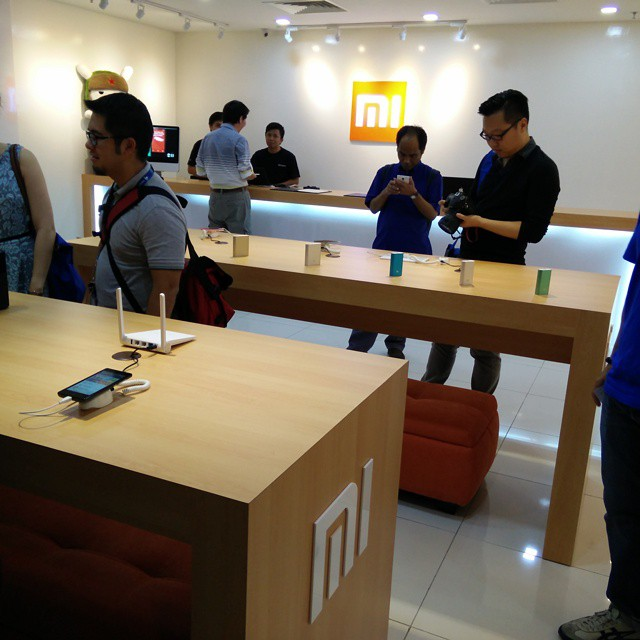
샤오미 오프라인 스토어

샤오미 로고

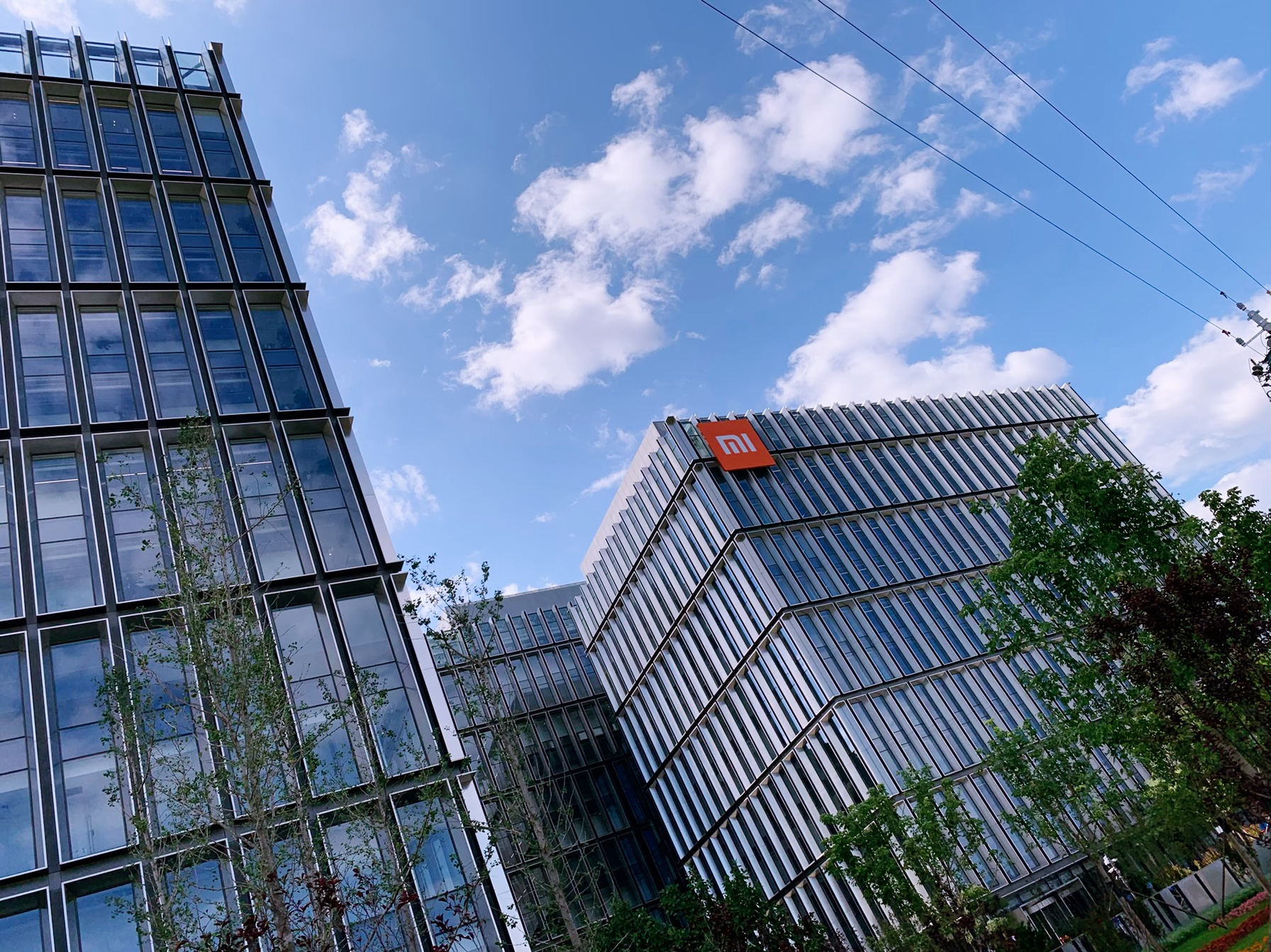
중국 베이징 본사

샤오미는 2010년 7월 6일에 8명의 파트너에 의해 창립되었다. 창립 초기 투자자로 싱가포르의 국부 펀드인 테마섹홀딩스, 중국의 투자사인 IDG 캐피탈과 치밍 벤처파트너스, 그리고 모바일 칩셋 개발사인 미국의 퀄컴 등이 참여하였다. 샤오미는 2010년 8월 16일에 자사의 첫 번째 안드로이드 기반 운영체제인 MIUI를 출시하였다.
2011년 8월에 삼성전자의 터치위즈와 애플의 iOS와 유사한 형태의 MIUI 펌웨어를 탑재한 샤오미 미원을 출시하였다.
2012년 8월에 샤오미는 샤오미 미투를 발표하였다. 샤오미 미투는 1.5 GHz 쿼드코어 CPU인 퀄컴의 스냅드래곤 S4 Pro와 2GB 램을 탑재하였다. 2013년 9월 24일 회사 측의 발표에 따르면 샤오미 미투는 11개월 동안 1000만대 이상 판매된것으로 집계되었다.
2013년 9월 5일, 샤오미의 CEO 레이쥔은 공식석상에서 일본의 소니 TV 제조사인 대만의 위스트론과 함께 안드로이드 기반의 47인치 3D 스마트TV 출시를 준비중임을 발표하였다. 2013년 9월, 샤오미는 퀄컴 스냅드래곤 800과 엔비디아 테그라 4 칩셋 기반의 자사 휴대전화 샤오미 미쓰리를 발표하였다. 2013년 9월 25일에는 자사의 첫 번째 오프라인 판매점을 베이징에 열겠다는 계획을 발표하였다. 2013년 10월 샤오미는 타이완의 HTC를 제치고 중화인민공화국에서 다섯 번째로 많이 팔리는 휴대전화 브랜드가 되었다.
2014년에 샤오미는 싱가포르를 시작으로 해외시장 진출 계획을 발표하였으며, 이곳에 해외사업본부를 설립하기로 하였다. 2014년 2월 21일과 3월 7일에 싱가포르에서 샤오미 홍미와 샤오미 미쓰리가 각각 출시되었으며, 이 중 샤오미 미쓰리는 출시 첫 날 단 2분만에 매진되는 기록을 세웠다. 싱가포르에 이어서 샤오미 테크는 말레이시아, 필리핀, 인도 등에 진출하였으며, 수개월 내로 인도네시아, 태국, 러시아, 터키, 브라질, 멕시코에 진출할 예정이다.
2014년 3월 17일에 샤오미의 레이쥔은 5.5인치 HD 디스플레이와 미디어텍의 옥타코어 프로세서를 탑재한 샤오미 홍미노트를 발표하였다. 샤오미 홍미노트는 1GB 램, 8GB의 내장메모리를 탑재한 모델과 2GB 램, 16GB 내장메모리를 탑재한 두 가지 버전으로 출시되었으며, 2014년 3월 19일부터 텐센트의 앱을 통한 독점 예약판매를 진행하였다.
2014년 4월에 샤오미는 360만 달러를 들여 기존의 도메인인 xiaomi.com을 대체하는 mi.com이라는 새로운 도메인을 구입하였으며, 이는 중화인민공화국 기업들중 역사상 가장 비싼 도메인이 되었다.
테크인아시아에 따르면 2014년 7월까지 샤오미는 지난 3년간 총 5736만 대의 단말기를 판매한 것으로 집계되었다.
2016년 1월 기준 중국 기업들 순위에서 2~3위를 차지했고, 전세계 글로벌 시장에서 5위를 달성하였다.

## 주요 제품

### 휴대전화
- 샤오미 미 (Xiaomi Mi 1)
- 샤오미 미1S (Xiaomi Mi 1S)
- 샤오미 미2 (Xiaomi Mi 2)
- 샤오미 미2S (Xiaomi Mi 2S)
- 샤오미 미2A (Xiaomi Mi 2A)
- 샤오미 미3 (Xiaomi Mi 3)
- 샤오미 미4 (Xiaomi Mi 4)
- 샤오미 미4c (Xiaomi Mi 4c)
- 샤오미 미4i (Xiaomi Mi 4i)
- 샤오미 미4S (Xiaomi Mi 4S)
- 샤오미 미5 (Xiaomi Mi 5)
- 샤오미 미5S (Xiaomi Mi 5S)
- 샤오미 미5S 플러스 (Xiaomi Mi 5S Plus)
- 샤오미 미5X (Xiaomi Mi 5X)
- 샤오미 미6 (Xiaomi Mi 6)
- 샤오미 미 맥스 (Xiaomi Mi Max)
- 샤오미 미 믹스 (Xiaomi Mi Mix)
- 샤오미 미 믹스2 (Xiaomi Mi Mix 2)
- 샤오미 미 믹스2S (Xiaomi Mi Mix 2S)
- 샤오미 미 믹스3 (Xiaomi Mi MIX 3)
- 샤오미 미 노트 (Xiaomi Mi Note)
- 샤오미 미 노트 2 (Xiaomi Mi Note 2)
- 홍미1 (Redmi 1)
- 홍미1S (Redmi 1S)
- 홍미2 (Redmi 2)
- 홍미2A (Redmi 2A)
- 홍미3 (Redmi 3)
- 홍미3S (Redmi 3S)
- 홍미3X (Redmi 3X)
- 홍미4 (Redmi 4)
- 홍미4X (Redmi 4X)
- 홍미5 (Redmi 5)
- 홍미5 플러스 (Redmi 5 Plus)
- 홍미노트 (Redmi Note)
- 홍미노트2 (Redmi Note 2)
- 홍미노트3 (Redmi Note 3)
- 홍미노트4 (Redmi Note 4)
- 홍미프로 (Redmi Pro)
- 홍미노트4X (Redmi Note 4X)
- 홍미노트5A (Redmi Note 5A)
- 홍미노트5 (Redmi Note 5)
- 홍미 노트 7 (Redmi Note 7)
- 홍미 노트 8 (Redmi Note 8)
- 홍미 노트 9 (Redmi Note 9)
- 홍미 노트 10 (Redmi Note 10)
- 홍미 노트 11 (Redmi Note 11)

### 컴퓨터
- 샤오미 미 노트북 에어 12.5" (Xiaomi Mi Notebook Air 12.5")
- 샤오미 미 노트북 에어 13.3" (Xiaomi Mi Notebook Air 13.3")
- 샤오미 미 패드 (Xiaomi Mi Pad)
- 샤오미 미 패드 투 (Xiaomi Mi Pad 2)

### TV 및 셋톱박스

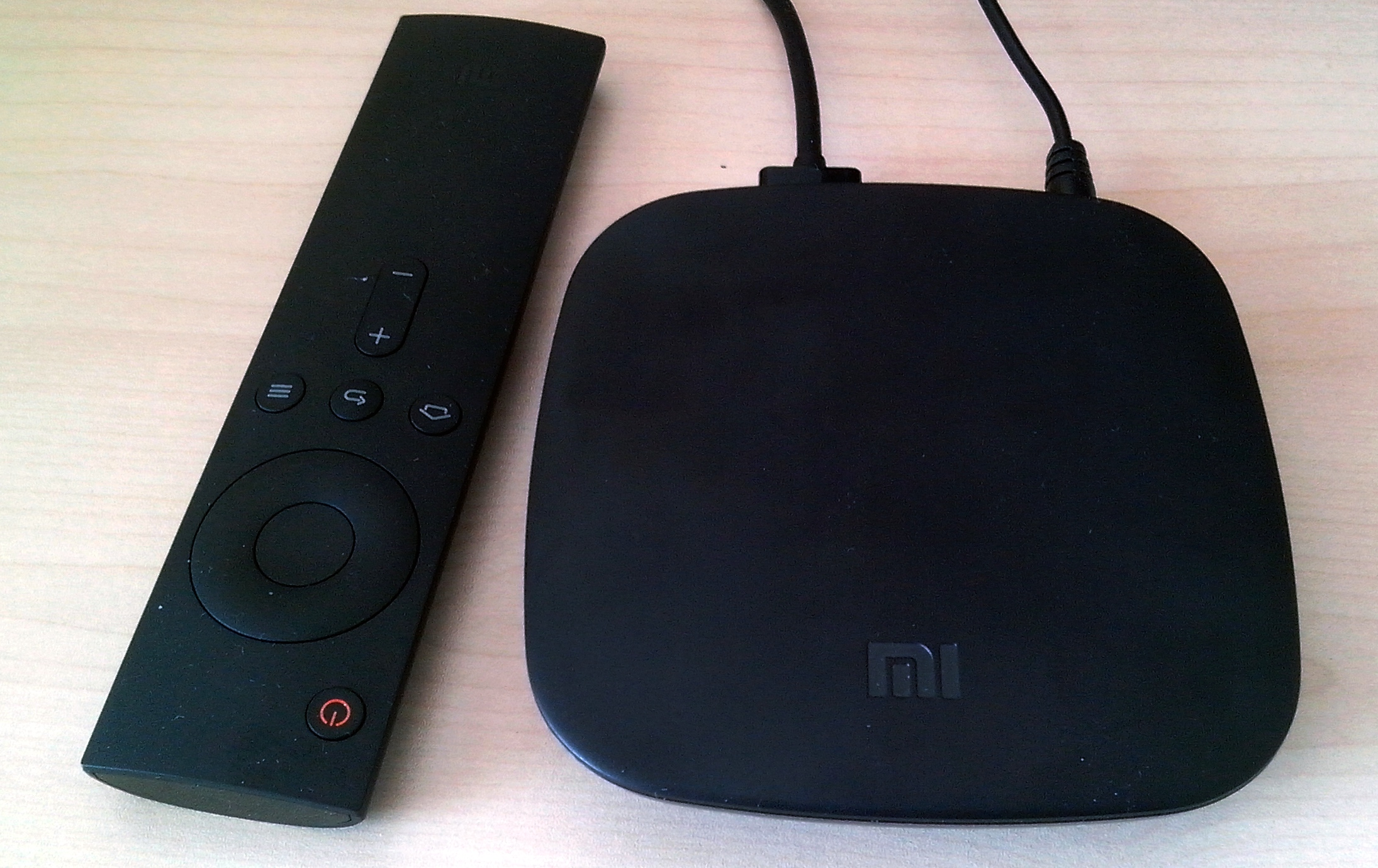
샤오미 TV 셋톱박스

- 샤오미 미 TV (Xiaomi Mi TV)
- 샤오미 미 TV 투 40" (Xiaomi Mi TV 2 40")
- 샤오미 미 TV 투 49" (Xiaomi Mi TV 2 49")
- 샤오미 미 TV 투 55" (Xiaomi Mi TV 2 55")
- 샤오미 미 TV 투 에스 (Xiaomi Mi TV 2S)
- 샤오미 미 TV 쓰리 55" (Xiaomi Mi TV 3 55")
- 샤오미 미 TV 쓰리 60" (Xiaomi Mi TV 3 60")
- 샤오미 미 TV 쓰리 70" (Xiaomi Mi TV 3 70")
- 샤오미 미 TV 쓰리 에스 43" (Xiaomi Mi TV 3S 43")
- 샤오미 미 TV 쓰리 에스 48" (Xiaomi Mi TV 3S 48")
- 샤오미 미 TV 쓰리 에스 65" (Xiaomi Mi TV 3S 65")
- 샤오미 미 TV 바 (Xiaomi Mi TV Bar)
- 샤오미 미 박스 (Xiaomi Mi Box)
- 샤오미 미 박스 쓰리 (Xiaomi Mi Box 3)
- 샤오미 미 홈 오디오 (Xiaomi Mi Home Audio)

### 보조배터리

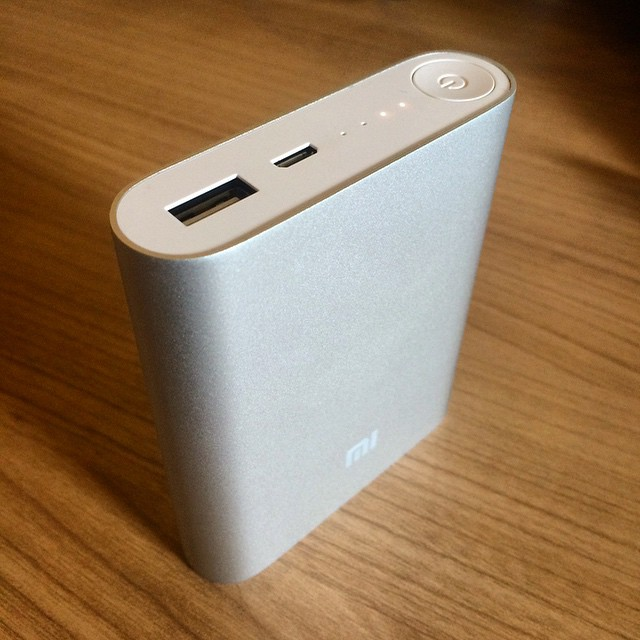
샤오미 보조배터리

샤오미는 '미 보조배터리(Mi Power Bank)'라는 이름으로 보조배터리 시장에 진출하였다. 여기에는 삼성,엘지 18650 배터리셀을 사용해 만들어진 알루미늄 유니바디 배터리팩이다. 최근에는 보조배터리 셀 물량 문제로 인해 중국회사의 베터리셀을 채용하고 있다. 많은 색상이 있으며 그 중 은색 알루미늄이 애플 맥북에어의 디자인과 비슷해 큰 인기를 얻었다. 또한 골드 역시 아이폰 골드와 비슷한 색상을 가지고 있다. 마감이 깔끔하고 하단부분에는 은은한 레터링이 있다. 충격 완화를 위해 실리콘케이스도 있다. 한편 한국에서 특히 인기몰이를 하였는데, 디자인이 멋지고 가격대비 성능이 좋아 '대륙의 실수'라는 별칭이 생길 정도로 인기를 이끌었다. 이렇게 인기가 많아져서 심지어는 짝퉁도 만들어지고 있다. 따라서 샤오미는 홈페이지에서 정품인증을 할 수 있게 제공하고 있다. 현재 5200mAh, 10000mah, 10400mAh, 16000mAh의 용량을 가진 배터리와 슬림형 5000mAh 제품이 있으며 5200은 2600셀 2개, 10400은 4개, 16000은 3200셀 5개를 사용한 것으로 알려져 있고 5000mAh 제품에는 리튬 폴리머 배터리를 채용한 것으로 알려져 있다. 그러나 모든 보조배터리 제품이 그러하듯이 실제 배터리 효율은 표기량보다 적으며 표기량 또한 3.6V 기준이다.

### 스마트 밴드

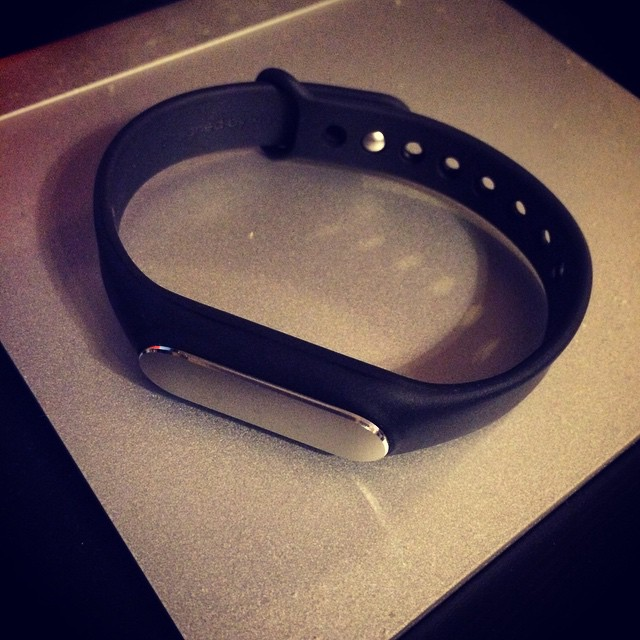
샤오미 미 밴드

스마트워치로 알려진 미밴드는 수면 트래커 겸 피트니스 트래커이다. 매우 저렴한 가격의 피트니스트래커이며 샤오미 미 밴드는 약 1~2만원 대이며. 비슷한 제품인 핏빗은 12만원 정도의 가격이다 또 1부터 7까지 있고 6부터는
풀스크린 이다 수면 활동 심박수 스트래스
산소포화도 운동 기록등 이 있다

### 액션캠

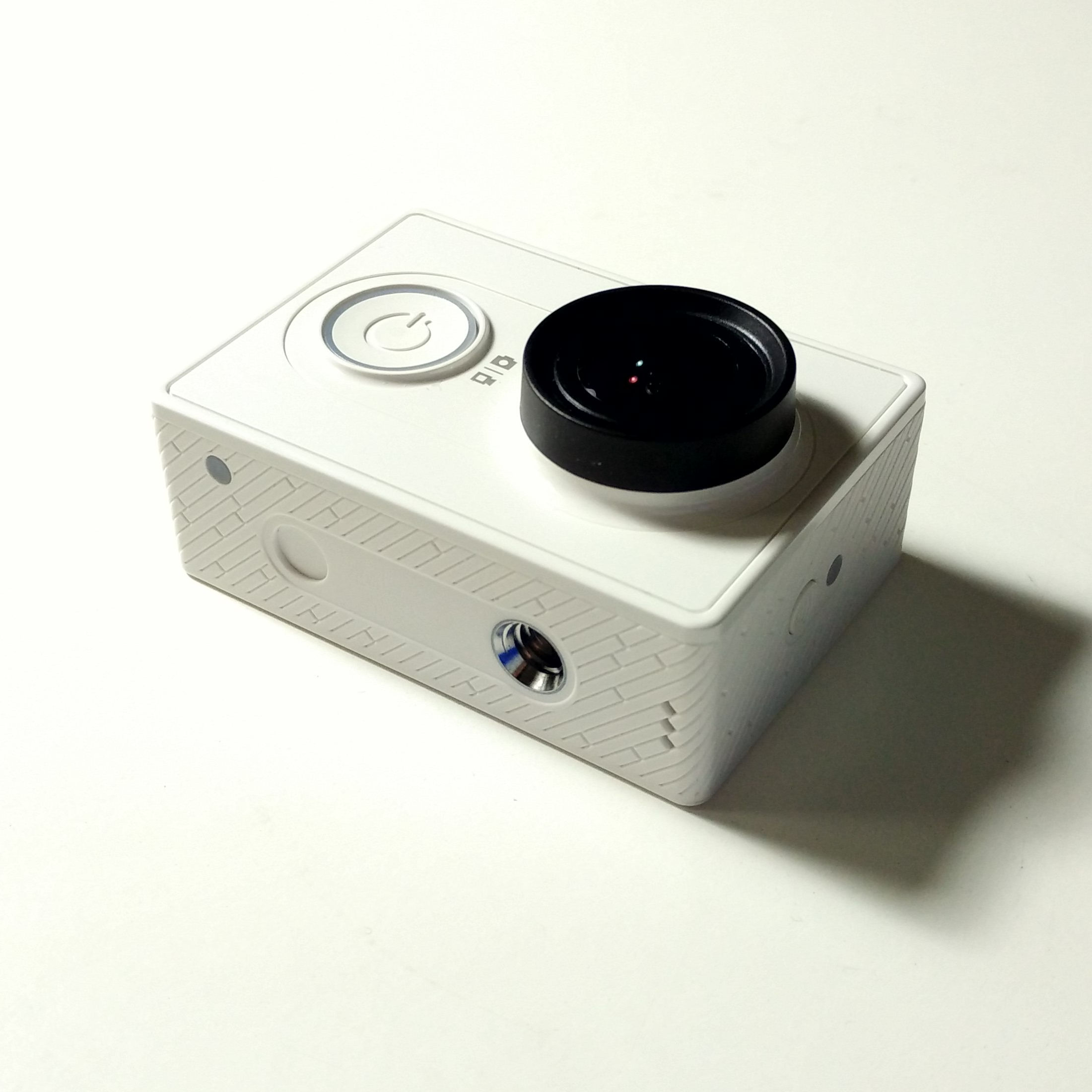
샤오미 Yi 액션캠 카메라

주로 소형 카메라인 액션캠을 만들었으며, Yi로 알려졌다.

### 전자책
샤오미 iReader6는 샤오미에서 만든 전자책 E-Book이다.크레마 카르타와 거의 비슷한 스펙을 가지고 있다. 화면 크기는 6인치 1448x1070 해상도 전자잉크 디스플레이, 무게 160g, 두께 7.4mm. 배터리 1500mAh고 20 레벨 밝기 조정 가능하다. 언어는 중국어와 영어민 지원한다.

### 이어폰
샤오미 에어2
샤오미에어닷

## 샤오미 로고
"Mi"는 "Mobile Internet"을 의미한다. 또 다른 의미로 "Mission Impossibe"을 포함하고 있다. 그 이유로 샤오미는 창립 초기에 불가능해 보이는 많은 도전을 해왔기 때문이다.

Xiaomi logo (2021-)

Xiaomi logo

샤오미의 ‘미’(米)를 영어로 쓴 ‘mi’는 그대로 둔 채, 기존 사각형 테두리를 원형으로 바꾼 것이다.
레이 CEO는 로고 변경을 2017년부터 추진했고 일본 유명 디자이너 겐야 하라의 도움을 받아 새로운 디자인을 만들어냈다고 설명했고 기존 디자인에서 테두리만 바꾸는데 3년에 걸쳐 3억여원을 투입했다는 사실이 알려졌다.
```
(출처=샤오미 홈페이지)
```

## 창립자 및 경영진
-LEI JUN
52세로 창립자,회장, ceo를 맡고 있다.
-LIN BIN
54세로 전무이사이자 공동창립자 겸 부회장이다. 또한 선거위원회 일원이기도 하다.
-WANG XIANG
61세로 동업자 겸 회장을 역임하고있다.
-HONG FENG
45세로 공동창립자 겸 수석 부회장이다. 핀테크 비지니스인 Airstar Digital Technology의 회장으로 활동하고 있기도한다.
-LIU DE
48세로 공동 창립자 겸 수석 부사장이며 그룹 리더십 관리 부서의 부서장이다.
-WANG CHUAN
2012년 샤오미에 합류하여 현재 최고전략책임자로 근무 중이다.
-ZHANG FENG
52세로 동업자 겸 수석 부사장인 동시에 주요 가전제품 부서의 사장직을 맡고있다.
-LU WEIBING
46세로 그룹의 동업자 겸 수석 부사장이고, 중국 지역의 사장직을 맡고 있으며, 해외사업부의 사장이자 Redmi 브랜드의 총괄 관리자이다. 중국 지역과 해외사업부의 영업 관리를 맡고 있는 것은 물론이고, Redmi의 브랜딩, 제품 계획, 제조 및 영업과 마케팅까지 담당하고있다.
-ZENG XUEZHONG
2020년 7월 샤오미에 합류했으며 스마트폰 R&D 및 제조 분야를 맡고 있다.
-Manu Kumar Jain
41세로 부사장이고 마케팅과 PR을 포함한 해외 전략을 담당하고 있다.
-CUI BAOQIU
53세로, 그룹의 부사장이자 총괄관리자이다.Xiaomi Academy의 전체적인 운영 및 관리를 담당하고 있다.
-YAN KESHENG
52세로 그룹의 부사장 겸 스마트 제조 부서의 총괄 관리자이고 시스템 수준의 스마트 제조 솔루션을 책임지고 있다.
-Lam Sai Wai, Alain
48세로, 그룹의 부사장 겸 CFO이자, Airstar Digital Technology의 회장이다.
```
(출처=샤오미 홈페이지)
```

## 샤오미의 팬덤
미펀은 샤오미의 팬이라는 뜻이다. 2014년 기준으로 추정되는 미펀은 900만명 정도다. “팬덤(fandom 열정적으로 좋아하는 사람들) 문화를 깊이 연구해 경영한다”는 샤오미의 기조 가운데 하나로, 단순히 물건을 사고파는 사이를 넘어 팬과 연예인의 관계를 만들려는 샤오미 노력의 결과물이다.연예인이 팬 관리하듯 샤오미는 SNS를 통해 샤오미에 대한 새 정보를 계속 공유한다. 샤오미 공식 계정뿐 아니다. 레이 쥔 CEO도 활발하게 소셜미디어를 활용한다. 중국판 트위터인 웨이보엔 레이 쥔의 팔로워가 1100만명이 넘는다. 그는 웨이보를 통해 샤오미의 비전이나 철학을 나눈다. 여타 기업이라면 새 제품 발표 전까지 숨길 정보들도 팬들에게 먼저 알린다. 이를 통해 고객들은 샤오미를 더 가깝게 여기게 된다. 새로 나올 제품에 대해 생기는 기대감은 덤이다.샤오미에 대한 입소문 마케팅은 사실 이들을 통해 성공할 수 있었다. 샤오미는 팬들에 대한 고마움으로 매년 봄이면 미펀을 위한 축제 ‘미펀제’를 여는데, 이때는 샤오미 제품을 더 싸게 내놓는다.
```
[네이버 지식백과]
```